# Louis Auguste-Dormeuil
Louis Albert Auguste-Dormeuil (Croissy-sur-Seine, 25 agosto 1868 – Saint-Germain-en-Laye, 8 ottobre 1951) è stato un velista francese.
Partecipò ai giochi della II Olimpiade di Parigi nel 1900 a bordo di Pettit-Poucet, con il quale giunse settimo nella gara olimpica della classe da mezza a una tonnellata. Con Carabinier, invece, prese parte alla gara di classe aperta senza riuscire a completarla. Ha invece vinto l'oro olimpico nella categoria vela mista 1 Ton.